# Chiloglanis igamba
Chiloglanis igamba és una espècie de peix de la família dels mochòkids i de l'ordre dels siluriformes. Els mascles poden assolir els 6,5 cm de llargària total. Es troba a Àfrica: riu Malagarasi, Tanzània.